# Me and Armini
Me and Armini is het vijfde studioalbum van zangeres Emilíana Torrini. Het kwam op 8 september 2008 uit en werd geproduceerd door Dan Carey. De eerste single van het album getiteld Me and Armini verscheen op 19 augustus. Op 29 september kwam het nummer Big Jumps uit en op 9 maart 2009 Jungle Drum als derde single. Deze laatste kreeg in Duitsland een speciale uitgave op cd.
Het nummer Gun werd gebruikt bij de aftiteling van de eerste aflevering van de televisieserie Luther. Het is ook de openingstune van de televisieserie NoordZuid. Het nummer Birds werd gebruikt als achtergrondmuziek bij een televisiereclame van Orange Babies.

## Tracks
1. "Fireheads" - 3:44
2. "Me and Armini" - 4:17
3. "Birds" - 6:23
4. "Heard It All Before" - 4:13
5. "Ha Ha" - 3:15
6. "Big Jumps" - 3:01
7. "Jungle Drum" - 2:13
8. "Hold Heart" - 2:04
9. "Gun" - 5:45
10. "Beggar's Prayer" - 2:55
11. "Dead Duck" - 5:36
12. "Bleeder" - 4:50

## Bonustracks
1. "The Wolf Song" - 4:24 (bonustrack op iTunes en de Japanse editie)
2. "Me and Armini" (dub version) (bonustrack op de Japanse editie)

## Gold Edition-bonusschijf
Na het succes van de single "Jungle Drum" in Duitsland is dit album aldaar op 25 september 2009 uitgekomen.
1. "Me and Armini" (Mr Dan's "Magic Typewriter" remix; Dan Carey remix)
2. "Me and Armini" (Simone Lombardi remix)
3. "Beggar's Prayer" (KRCW session)
4. "Big Jumps" (muziekvideo)
5. "Jungle Drum" (muziekvideo)
6. "Heard It All Before" (muziekvideo)